# Shahpur (Uttarakhand)
Shahpur es una ciudad censal situada en el distrito de Haridwar,  en el estado de Uttarakhand (India). Su población es de 5684 habitantes (2011). 

## Demografía
Según el censo de 2011 la población de Shahpur era de 5684 habitantes, de los cuales 3012 eran hombres y 2672 eran mujeres. Shahpur tiene una tasa media de alfabetización del 67,69%, inferior a la media estatal del 78,82%: la alfabetización masculina es del 75,05%, y la alfabetización femenina del 59,33%.